# ساده‌لبان
ساده لبان یا کیلی فیش های آسیایی با نام علمی Aplocheilidae، که به ماهی‌های  پانچکس آسیایی یا ریولاین‌های آسیایی نیز شناخته میشوند، خانواده‌ای از ماهیان از راسته کپوردندان ماهی سانان هستند که در آسیا یافت می‌شوند. برخی از محققین از این نام گروه-خانواده  که به خوبی نیز تثبیت شده است، برای یک تک خانواده از ساده لبان استفاده می کنند.  پیرو این پیشنهاد، ساده لبان شامل سه زیر خانواده می‌شود: اطلاق نام ساده لبان (Aplocheilidae) برای گونه های آسیایی، ماداگاسکار و سیشل. اطلاق جویبارماهیان (که قبلاً Rivulidae نامیده می شد) برای گونه های قاره آمریکا و دروغین آبششان برای گونه هایی از سرزمین اصلی قاره آفریقا.  با این حال، ویرایش پنجم کتاب مرجع ماهی‌های جهان همچنان این ماهی‌ها را به‌عنوان خانواده‌های جداگانه طبقه‌بندی می‌کند،  و حداقل یک مطالعه در سال 2008 نشان می‌دهد که حتی ماهی‌های باریک کیلی فیش های آسیایی ممکن است تک‌گونه نباشند، و خود سرده ماهی‌های ساده‌لب(Aplocheilus) احتمالاً پایه‌ای نسبت به سایر کپوردندان‌ماهی‌سانان (Cyprinodontiform) است و بنابراین فقط قرابت دوری با پانچکس ها دارد. 

## جنس
دو جنس وجود دارد که در حال حاضر در خانواده Aplocheilidae قرار می گیرند:  
- آپلوچیلوس مک کللند ، 1838
- Pachypanchax Myers ، 1933